# 瓦齊夫區
36°31′28″N 4°12′14″E / 36.5245°N 4.2039°E
瓦齊夫區（阿拉伯语：دائرة واسيف），是阿爾及利亞的行政區，位於該國北部，由提濟烏祖省負責管轄，首府設於瓦齊夫斯，面積75平方公里，2008年人口24,947，人口密度每平方公里333人。